# Belén de Umbría
Belén de Umbría – miasto w Kolumbii, w departamencie Risaralda.